# كأس يوغوسلافيا 1968–69
كأس يوغوسلافيا 1968–69 هو الموسم 22 من كأس يوغوسلافيا. أشرف على تنظيمه اتحاد صربيا لكرة القدم، وكان عدد الأندية المشاركة فيه 2250، وفاز فيه نادي دينامو زغرب.